# Eduardo Hevia Vázquez
Eduardo Hevia Vázquez (Mieres, 1929-Gijón, 23 de julio de 2018) fue un economista español y presidente del Instituto de Auditores Internos de España. Considerado como un referente en el impulso, desarrollo y aplicación de la profesión de la auditoría interna en España y América Latina.

## Biografía
Aunque nació en Mieres, estuvo muy ligado a Colunga. Tras licenciarse en Ciencias Económicas por la Universidad de Madrid, realizó los estudios en Ciencias Sociales, en la Escuela Universitaria de Estudios Sociales de Madrid.
Inició su actividad profesional en la Fábrica de Mieres. Tras su paso por la Organización Sindical de la Pequeña y Mediana Empresa, donde fue nombrado secretario general, accedió a la plaza de economista del Servicio de Estudios del Ministerio de Industria.
En 1976 se incorporó a Endesa. Allí creó y desarrolló el departamento de Auditoría Interna, donde permaneció hasta 1996.
En 1998 fue nombrado presidente del Instituto de Auditores Internos de España. Durante su presidencia, que se extendió hasta 2008, integró a la institución en la red internacional The Global Institute of Internal Auditors, que engloba a ciento ochenta y cinco mil auditores internos en más de ciento sesenta países. Su objetivo es contribuir al éxito de las empresas impulsando la profesión de la Auditoría Interna como función clave del buen gobierno.
Desde 2009 fue el presidente de honor de la institución. Como reconocimiento a su labor, el Instituto de Auditores Internos creó en 2009 el "Premio Eduardo Hevia" al mejor artículo sobre innovación en auditoría interna. También fue vicepresidente y miembro de honor del Centro Asturiano de Madrid.
Casado con Neli Sierra, tuvieron siete hijos. Entre ellos, Jorge Hevia Sierra, embajador de España ante la Organización de Estados Americanos (OEA) hasta 2017 y desde entonces miembro de la Dirección General de Política Exterior.

## Su legado: la profesionalización de la auditoría interna
A lo largo de su dilatada trayectoria profesional, se esforzó  para que el ejercicio de la función de auditoría interna reuniera las características y requisitos que la permitieran considerarla en España como una profesión más. En el momento de su fallecimiento, la auditoría interna está totalmente admitida como prefesión por parte de legisladores, instituciones públicas y privadas, reguladores, supervisores y accionistas.

## Publicaciones
Entre sus publicaciones destacan: 
- Manual de Auditoría Interna (1989)
- Concepto moderno de la Auditoría Interna (1999). En el momento de su publicación se consideró como el mejor manual de Auditoría Interna en lengua española.